# 伊米亞島

伊米亞島（希臘語：Ίμια），土耳其称卡尔达克岛（土耳其語：Kardak），是愛琴海東部的一对岛屿，屬於佐澤卡尼索斯群島的一部分，總面積4公頃，島上無人居住。希臘與土耳其均主張擁有該島的主權。